# Wskaźnik uwarunkowania
Wskaźnik uwarunkowania określa, w jakim stopniu błąd reprezentacji numerycznej danych wejściowych danego problemu wpływa na błąd wyniku. Wskaźnik uwarunkowania definiuje się jako maksymalny stosunek błędu względnego rozwiązania do błędu względnego danych. Problem o niskim wskaźniku uwarunkowania nazywamy dobrze uwarunkowanym, zaś problemy o wysokim wskaźniku uwarunkowania – źle uwarunkowanymi. Zagadnienia o zbyt dużym wskaźniku uwarunkowania nie nadają się do numerycznego rozwiązywania, ponieważ już sam błąd wynikający z numerycznej reprezentacji liczb wprowadza nieproporcjonalnie duży błąd w odpowiedzi.
Wskaźnik uwarunkowania jest cechą problemu i jest niezależny od numerycznych właściwości konkretnych algorytmów. W odróżnieniu od błędu zaokrągleń wprowadzonego przez algorytm, wskaźnik uwarunkowania stanowi informację o błędzie przeniesionym z danych.

## Wskaźnik uwarunkowania macierzy
Zasugerowano, aby ta sekcja została przeniesiona do artykułu Wskaźnik uwarunkowania macierzy. (dyskusja)
Wskaźnik uwarunkowania macierzy {\displaystyle A} w równaniu {\displaystyle Ax=b} jest charakterystyczną własnością macierzy informującą o tym, jakie wzmocnienie będzie miała zmiana normy macierzy A na normę rozwiązania x.
Wskaźnik uwarunkowania macierzy definiuje się bardziej precyzyjnie jako maksymalny stosunek błędu względnego wektora rozwiązania {\displaystyle x} do błędu względnego {\displaystyle b.}
Załóżmy, że {\displaystyle e} jest błędem {\displaystyle b.} Stąd błąd w rozwiązaniu {\displaystyle A^{-1}b} wynosi {\displaystyle A^{-1}e.} Stąd stosunek relatywnego błędu rozwiązania do relatywnego błędu w {\displaystyle b} wynosi:
{\displaystyle {\frac {\|A^{-1}e\|/\|A^{-1}b\|}{\|e\|/\|b\|}}.}
Można to przekształcić do:
{\displaystyle (\|A^{-1}e\|/\|e\|)\cdot (\|b\|/\|A^{-1}b\|).}
Maksymalna wartość (dla niezerowych {\displaystyle b} i {\displaystyle e}) będzie iloczynem dwóch norm (definiowanych w różny sposób, np. często jako normę traktuje się maksymalną sumę wartości bezwzględnych wierszy):
{\displaystyle \kappa (A)=\|A^{-1}\|\cdot \|A\|.}
Definicja ta jest taka sama dla każdej zwartej normy. Liczba ta pojawia się tak często w algebrze liniowej, że nadano jej nazwę wskaźnika uwarunkowania macierzy.

### Zastosowania
Wskaźnik uwarunkowania macierzy pozwala na oszacowanie, z jaką (maksymalnie) dokładnością (do ilu miejsc po przecinku) możemy podać wynik. Dokładność jest zależna od iloczynu epsilonu maszynowego i wskaźnika uwarunkowania. Załóżmy dla przykładu, że mamy macierz {\displaystyle \mathbf {A} {:}}
{\displaystyle \mathbf {A} ={\begin{bmatrix}1&2\\3&4\end{bmatrix}},}
{\displaystyle \mathbf {A^{-1}} ={\begin{bmatrix}-2&1\\1{,}5&-0{,}5\end{bmatrix}}.}
Stosując tak zdefiniowaną normę: {\displaystyle \|A\|=max_{1<i<n}\sum _{j=1}^{n}|a_{ij}|} możemy obliczyć wskaźnik uwarunkowania {\displaystyle \kappa (A)=\|A^{-1}\|\cdot \|A\|=21.}
Załóżmy dodatkowo, że mamy do czynienia z maszyną, która przechowuje liczby rzeczywiste używając 24-bitowej mantysy, wtedy epsilon maszynowy wynosi {\displaystyle \varepsilon _{masz}=2^{1-24}=0{,}119209\cdot 10^{-6}.} Po pomnożeniu tych wartości możemy oszacować do ilu miejsc po przecinku otrzymany wynik będzie istotny na podstawie poniższej równości:
{\displaystyle 5\cdot 10^{-m}=0{,}25\cdot 10^{-7}.}
Obliczając m, możemy wnioskować, że w tym przypadku dokładność wyniesie 6 miejsc po przecinku.
Jako inny przykład rozpatrzmy prosty układ równań typu {\displaystyle \mathbf {A} \mathbf {x} =\mathbf {b} .} Jeśli do naszych obliczeń wybierzemy macierz o wysokim wskaźniku uwarunkowania, np.:
{\displaystyle \mathbf {A} ={\begin{bmatrix}1&2\\2&3{,}999\end{bmatrix}};\mathbf {b} ={\begin{bmatrix}4\\7{,}999\end{bmatrix}};} {\displaystyle cond(\mathbf {A} )=35\ 988,}
to otrzymane rozwiązanie jest niestabilne. Oznacza to, że mała zmiana wartości współczynników może znacząco wpłynąć na wynik.
W podanym wyżej przypadku rozwiązanie wynosi {\displaystyle \mathbf {x} ={\begin{bmatrix}2\\1\end{bmatrix}}.} Jeśli zmodyfikujemy następująco wektor {\displaystyle \mathbf {b} ={\begin{bmatrix}4\\8\end{bmatrix}},} to otrzymamy rozwiązanie {\displaystyle \mathbf {x} ={\begin{bmatrix}4\\0\end{bmatrix}}.}
W przypadku macierzy dobrze uwarunkowanej np.:
{\displaystyle \mathbf {A} ={\begin{bmatrix}1&2\\2&3\end{bmatrix}};\mathbf {b} ={\begin{bmatrix}4\\7{,}999\end{bmatrix}};} {\displaystyle cond(\mathbf {A} )=25,}
rozwiązanie wynosi {\displaystyle \mathbf {x} ={\begin{bmatrix}3{,}998\\0{,}001\end{bmatrix}}.}
Jeśli zmodyfikujemy następująco wektor {\displaystyle \mathbf {b} ={\begin{bmatrix}4\\8\end{bmatrix}},} to otrzymamy rozwiązanie {\displaystyle \mathbf {x} ={\begin{bmatrix}4\\0\end{bmatrix}},} które jest zbliżone do poprzedniego.